# Karel Stibor
Karel Stibor (5. listopadu 1924 Praha – 8. listopadu 1948 Lamanšský průliv) byl český a československý hokejový útočník.
Byl odchovancem LTC Praha. V roce 1944 se stal mistrem českomoravské ligy a po osvobození trojnásobným mistrem ČSR (1946, 1947 a 1948). Československo reprezentoval na Mistrovství světa 1947, které československý tým vyhrál. Startoval také na Zimních olympijských hrách 1948, odkud si přivezl stříbrnou medaili. Stibor zemřel při letecké nehodě při letu československého reprezentačního mužstva z Paříže do Londýna nad Lamanšským průlivem.
V roce 1968 byl vyznamenán titulem zasloužilý mistr sportu in memoriam. V roce 2010 byl uveden do Síně slávy českého hokeje.